# Degerfors (đô thị)
Đô thị Degerfors (Degerfors kommun) là một đô thị ở hạt Örebro ở miền trung Thụy Điển. Thủ phủ nằm ở thị xã của Degerfors.
Phía bắc của đô thị này trước năm 1925 thuộc đô thị Karlskoga. Degerfors đã trở thành thị xã (köping) năm 1943. Năm 1967, thị xã này được hợp nhất với một phần khu vực của đô thị Svartå bị giải thể.

## Thành phố kết nghĩa
1. (1985) Oedheim, Đức
2. (1990) Ventspils District, Latvia